# Kneževina Crna Gora
Kneževina Crna Gora (srpski: Књажевина Црна Горa / Knjaževina Crna Gora) bila je kneževina u jugoistočnoj Europi koja je postojala od 13. ožujka 1852. do 28. kolovoza 1910. godine, kada ju je kraljevinom proglasio Nikola I. Petrović Njegoš, koji je zatim postao kralj Crne Gore.
Glavni grad Kneževine Crne Gore bio je Cetinje, a crnogorski perper korišten je kao državna valuta od 1906. godine. Po uređenju je bila ustavna monarhija, a teritorij je odgovarao središnjem području današnje Crne Gore.

## Crkva
Cetinjsku mitropoliju od države je odvojio Danilo I. Petrović Njegoš. Ona je u to vrijeme bila nominalno srpska pravoslavna, iako de jure dio Ekumenske carigradske patrijaršije, bila je uglavnom neovisna. Ruska pravoslavna Crkva nekanonski je upisala Crnogorsku eparhiju u svoj popis autokefalnih Crkava. Godine 1908. osnovana je Zahumsko-raška eparhija, koja je postojala uz Cetinjsku eparhiju. Cetinjski mitropoliti bili su: Ilarion Roganović (1876. – 1882.), Visarion Ljubiša (1882. – 1884.) i Mitrofan Ban (1884. – 1918.).